# Strathclyde
Strathclyde [stresklajd] je někdejší administrativní region ve Skotsku, v západní části středního pásu země. Srath Chluaidh znamená ve skotské gaelštině „údolí řeky Clyde“. Kraj byl jedním z devíti oficiálních (administrativních) regionů Skotska od roku 1975, do roku 1996. V tomto kraji žije přes 2 milióny obyvatel. Největším městem oblasti je Glasgow.
Nynější územně správní celky na území bývalého kraje (od roku 1996):
- Argyll a Bute,
- Východní Ayrshire,
- Východní Dunbartonshire,
- Východní Renfrewshire,
- Glasgow,
- Inverclyde,
- Severní Ayrshire,
- Severní Lanarkshire,
- Renfrewshire,
- Jižní Ayrshire,
- Jižní Lanarkshire,
- Západní Dunbartonshire.